# Planalto Rugby Clube
O Planalto Rugby Clube (ou apenas Planalto ou PRC) é uma equipe de Rugby fundada efetivamente em agosto de 2012 na cidade de Passo Fundo, RS, sendo o primeiro clube de rugby da região do planalto médio do Estado.
As atividades se iniciaram em março de 2011 no campo do antigo Quartel do Exército o qual foi cedido pela Prefeitura para os treinos. A Federação Gaúcha de Rugby doou três bolas oficiais para os treinos e o projeto saiu do papel. Por algum tempo também eram realizados treinos na Universidade de Passo Fundo, local onde aconteceram algumas reportagens dos jornais da cidade. A divulgação aconteceu em academias, faculdades, internet e no convite direto aos amigos.
Com o desenvolvimento do Planalto e muita discussão o símbolo foi mudado e suas cores foram escolhidas como preto, vermelho e branco. O clube, embora esteja sediado em Passo Fundo, se tornou uma espécie de "O clube do Planalto Médio" gaúcho, pois é o precursor na região e agrega jogadores de várias cidades, como Carazinho, Marau, Tapera, Tapejara e Sertão. Com isso, uma das intenções da associação é o surgimento de novos clubes na região e fortalecimento do rugby no Estado.
Em 2013, participou do Campeonato Gaúcho de Rugby de 2013 – 3ª Divisão, ficando com a 2º colocação.